# Battaglia di Tettenhall
La battaglia di Tettenhall (nel territorio merciano) si verificò
il 5 agosto del 910, sul finire del periodo anglosassone della storia d'Inghilterra. Le forze congiunte di Mercia e Wessex si scontrarono con i vichinghi northumbriani, che furono pesantemente sconfitti.
Questa fu l'ultima grande armata vichinga che depredò l'Inghilterra.
Il cosiddetto "Grande esercito incursore" di vichinghi si era diviso in due fazioni principali. La più piccola aveva preso possesso della Northumbria. Alcuni anni dopo, un'alleanza militare formata da Mercia e Wessex, si rivelò sufficientemente forte da tentare un'offensiva. Perciò nel 909 lanciarono un attacco di cinque settimane contro Lindsey (Northumbria), recuperando i resti di San Osvaldo di Northumbria. Nel 910 i vichinghi vendicarono questa incursione: imbarcato un esercito, navigarono sul Severn fino al cuore di Mercia, devastandola e facendo un grande bottino.
I vichinghi cercarono di raggiungere e di usare come via di fuga Bridgnorth, nella speranza di lasciare Mercia prima che l'esercito del Wessex giungesse in aiuto dei merciani. Seppero, però, che il re del Wessex Edoardo il Vecchio si trovava nel Kent a raccogliere una flotta di navi. Invece, con loro sorpresa, trovarono la strada per Bridgnorth sbarrata in qualche luogo nelle vicinanze di Tettenhall (Teotta's Halh) da una grande armata dell'Earl Aethelred di Mercia e Edoardo di Wessex.
Gli eserciti vichinghi erano noti per la difficoltà di ingaggiarli in battaglia in campo aperto. Ma questa volta, impossibilitati a trovare una via di fuga e con un territorio ostile tutt'intorno, furono costretti a scontrarsi con i nemici a Tettenhall. Mercia e Wessex ottennero una grande vittoria, uccidendo anche i sovrani vichinghi Eowils e Halfdan e anche dieci capi-guerrieri.
Questa battaglia ebbe conseguenze molto importanti. Anzitutto, l'anno successivo lord Aethelred
morì, forse per le ferite. Sua moglie Ethelfleda, conosciuta come "Signora dei merciani", guidò il paese fino alla morte (918). In secondo luogo, l'alleanza tra Mercia e Wessex si concretizzò in una nuova strategia offensiva incentrata sulla riconquista dei territori merciani. Infine, i vichinghi compresero i rischi che potevano nascere dall'inviare e impegnare nuove truppe in Inghilterra. L'esercito nordico sconfitto a Tettenhall fu l'ultima grande armata vichinga a saccheggiare l'Inghilterra.